# Монченко, Роман Витальевич
Роман Витальевич Монченко (9 августа 1964 — 2 января 2020) — советский и российский гребец, заслуженный мастер спорта, бронзовый призёр Олимпийских игр 1996 года.

## Награды
- Медаль ордена «За заслуги перед Отечеством» II степени (6 января 1997 года) — за заслуги перед государством и высокие спортивные достижения на XXVI летних Олимпийских играх 1996 года[4]